# Fontenay-sur-Eure
Fontenay-sur-Eure település Franciaországban, Eure-et-Loir megyében. Lakosainak száma 1180 fő (2022. január 1.). Fontenay-sur-Eure Thivars, Mignières, Saint-Georges-sur-Eure, Lucé, Amilly és Luisant községekkel határos.

## Népesség
A település népességének változása:
| Lakosok száma | 364  | 571  | 669  | 803  | 838  | 914  | 1016 | 1070 | 1127 | 1180 |
|               | 1968 | 1982 | 1990 | 2006 | 2013 | 2015 | 2017 | 2019 | 2020 | 2022 |